# Passage Islands
Passage Islands är öar i territoriet Falklandsöarna (Storbritannien). De ligger i den västra delen av landet. Öarna är täckta av hed och gräsmarker.